# Olibrosoma eudaimonarabiana
Olibrosoma eudaimonarabiana is een keversoort uit de familie glanzende bloemkevers (Phalacridae). De wetenschappelijke naam van de soort werd in 2012 gepubliceerd door Gimmel.

## Entymolgie
De soort is genoemd naar de regio Eudaimon Arabia in Jemen.

## Voorkomen
De soort komt voor in Jemen, zowel op Socotra als op het vasteland.